# Waverly (Tennessee)
Waverly è una città degli Stati Uniti d'America, situata nello Stato del Tennessee, nella contea di Humphreys, della quale è il capoluogo.